# Bitter Springs, Arizona
Bitter Springs je naseljeno područje za statističke svrhe u američkoj saveznoj državi Arizona. Prema popisu stanovništva iz 2010. u njemu je živjelo 452 stanovnika.